# Донцов, Роман Русланович
Роман Русланович Донцов (род. 25 апреля 1997, Тюмень) — российский дзюдоист, выступающий в категории до 90 кг. Мастер спорта России. Член спортивной сборной команды Российской Федерации по дзюдо.

## Биография
Роман Донцов родился 25 апреля 1997 года в г. Тюмени.
Он завоевал бронзу Первенства Европы до 23-х лет. Стал победителем Всемирной летней Универсиады 2019 в г. Неаполь.
Роман Донцов получил благодарность президента Российской Федерации. Поощрение получено за заслуги в развитии физической культуры и спорта, высокие спортивные достижения на XXX Всемирной летней универсиаде 2019 года в городе Неаполе (Итальянская Республика).
Победитель Кубка России 2021 года в г. Грозный.. Обладатель серебра Кубка России 2023 года в г. Нижний Новгород. Победитель и призёр Первенств России по дзюдо (1 место — Екатеринбург до 23-х лет 2019 год; 2 место Смоленск 2018 до 23-х лет; 1 место Ижевск 2016 до 21-го года); Призёр трех континентальных открытых кубков (Кубков Мир) — Актау 2 место 2019, 2021 год; Оберварт 2 место 2020 год. Бронзовый призёр двух этапов Кубка Европы среди взрослых — Оренбург и Братислава (оба 2018 год). Бронзовый призёр командного первенства мира и Европы до 21-го года (2017 год).

## Спортивные достижения
- Кубок России (2021) — ;[9]
- Кубок России (2023) — ;
- Первенство России среди юниоров до 21-го года (2016) — ;[12]
- Первенство России среди юниоров до 23-х лет (2019) — ;[10]
- Первенство России среди юниоров до 23-х лет (2018) — ;[11]
- Первенство Европы среди юниоров до 23-х лет (2019) — ;[5]
- ХХХ Всемирная летняя Универсиада (команда) (2019) — [6]